# Piperci
Piperci är ett samhälle i Bosnien och Hercegovina.   Det ligger i entiteten Republika Srpska, i den nordöstra delen av landet, 110 km norr om huvudstaden Sarajevo. Piperci ligger 106 meter över havet och antalet invånare är 209.
Terrängen runt Piperci är huvudsakligen platt, men söderut är den kuperad. Närmaste större samhälle är Brčko, 15,0 km nordväst om Piperci. 
Trakten runt Piperci består till största delen av jordbruksmark. Runt Piperci är det ganska tätbefolkat, med 67 invånare per kvadratkilometer.